# Emil von Sydow
Pour les articles homonymes, voir von Sydow.
Emil von Sydow (15 juillet 1812 - 13 octobre 1873) est un géographe et cartographe allemand né à Freiberg en Saxe.

## Biographie
Il est issu de la famille noble von Sydow (de) et ses parents, Friedrich von Sydow (de) (1780-1845), un brillant officier des guerres napoléoniennes, et sa mère Wilhelmine, née von Criegern (1789-1867), deviennent des écrivains de renom après le départ de Friedrich pour l'armée.
Avant 1843, il est instructeur de géographie à l'académie militaire d'Erfurt, puis nommé membre de l’Ober-Militär Examinationscommission (Commission supérieure des examens militaires) à Berlin en raison de ses qualifications pédagogiques. En 1849, il commence à donner des cours de géographie au prince Albert de Prusse (1837-1906) et donne peu après des cours de géographie militaire à l'Allgemeinen Kriegsschule (École générale de guerre). De 1855 à 1860, il exerce des fonctions géographiques et cartographiques à Gotha, puis revient à Berlin où, en 1867, il est nommé Abtheilungschef (chef de division) à l'état-major prussien. En 1870, il atteint le grade de colonel et meurt trois ans plus tard à Berlin des suites du choléra.
Il est considéré comme le fondateur de la cartographie scolaire méthodique et se distingue en créant ses propres cartes murales pour l'enseignement en classe. En 1838, il produit une carte physique de l'Asie dans son Schulmethodischer Wand Atlas (« Atlas mural méthodique pour les écoles »), qui est bientôt suivie par des cartes d'autres continents. Sur ces cartes, Sydow développe une méthodologie de couleur pour les caractéristiques du paysage à l'aide de hachures, où le vert est représenté pour les basses terres et le marron utilisé pour les hautes terres. Wilhelm Perthes (1793–1853) de la maison d'édition Justus Perthes Geographische Anstalt Gotha, est impressionné par le travail de Sydow et produit en 1849 le Schulatlas in sechsunddreißig Karten (« Atlas scolaire en trente-six cartes »), un travail qui connait finalement 39 éditions vers 1887. Sydow a rejoint Justus Perthes en 1855 pour utiliser ses innovations importantes dans la technologie des cartes et la conception de cartes, publiant des séries de cartes en suédois, russe et italien en succession rapide. L'Article Drei Karten-Klippen généralise la connaissance de la projection de la surface de la sphère sur la carte, la représentation de la surface tridimensionnelle de la Terre sur le papier bidimensionnel et la sélection et la généralisation des objets cartographiques, questions de base avec lesquelles Sydow est devenu révolutionnaire.[pas clair] Der kartographische Standpunkt Europas (« Point de vue cartographique de l'Europe ») analyse en 12 essais la série de cartes réalisées sur les pays européens, dans laquelle il apporte une contribution importante au développement du langue technique, une contribution à l'histoire culturelle, mais aussi à l'éclairage cartographique militaire. Helmuth von Moltke nomma von Sydow en 1860 à l'état-major avec une affectation en géographie militaire et en tant que chef de la division géographique et statistique. La période créative de Berlin a été voilée et non élucidée pour des raisons de secret.[pas clair] L'historien militaire Bernhard von Poten rapporte que pendant les guerres austro-prussienne et franco-prussienne, Sydow a fourni de manière satisfaisante des cartes pour l'armée. 
Un des fils de von Sydow a été tué en tant qu'officier à la bataille de Königgrätz, un deuxième à la bataille de Gravelotte, et un troisième a été grièvement blessé. Emil von Sydow est mort du choléra en 1873. 
Après la mort de von Sydow, Hermann Wagner (1840-1929), professeur de géographie à Göttingen, conçoit le Sydow-Wagner Methodischer Schulatlas « (Atlas de l'école méthodique Sydow-Wagner ») avec 60 cartes principales et 50 cartes en médaillon, dont la dernière et 23e édition parut en 1944.